# Виконт Болингброк
Виконт Болингброк (англ. Viscount Bolingbroke) — наследственный титул в системе Пэрства Великобритании.
Титул виконта Болингброка был создан 7 июля 1712 года для достопочтенного Генри Сент-Джона (1678—1751). Вместе с виконтством он получил в том же году титул барона Сент-Джона из Лидияр Трегоз в графстве Уилтшир (Пэрство Великобритании). С 1751 года титул виконта Болингброка сливается с титулами виконта Сент-Джона и барона Сент-Джона из Баттерси в графстве Суррей (Пэрство Великобритании).

## История
Джон Сент-Джон (1585—1648) был потомком Оливера Сент-Джона (ум. 1497), чей старший брат, сэр Джон Сент-Джон (ум. 1488), был родоначальником баронов Сент-Джон из Блетсо и графов Болингброк. Джон Сент-Джон был вторым сыном сэра Оливера Сент-Джона (ум. 1437), мужа Маргариты, потомка Роже де Бошан, 1-го барона Бошана из Блетсо (ум. 1380). Его дядей был Оливер Сент-Джон, 1-й виконт Грандисон (1559—1630).
22 мая 1611 года для Джона Сент-Джона (1585—1648) был создан титул баронета из Лидияр Трегоз в графстве Уилтшир (Баронетство Англии). Сент-Джон позднее представлял в парламенте Уилтшир (1624—1625) и был высшим шерифом Ултшира (1632—1633). Во время Гражданской войны в Англии поддерживал короля Карла I Стюарта. Его младший сын, сэр Уолтер Сент-Джон, 3-й баронет (1622—1708), также заседал в Палате общин от Ултшира (1656—1659, 1679—1685, 1690—1695) и Вуттон Бассетта (1661—1679). 
Его сын, Генри Сент-Джон, 4-й баронет (1652—1742), также представлял эти избирательные округа в Палате общин. В 1716 году он был возведен в звание пэра Великобритании в качестве барона Сент-Джона из Баттерси в графстве Суррей и виконта Сент-Джона с правом наследования для его второго и третьего сыновей. Его старший сын, Генри Сент-Джон (1678—1751), получил титулы барона Сент-Джона из Лидияр Трегоз в графстве Уилтшир и виконта Болингброка в 1712 году.
В 1742 году лорду Сент-Джону наследовал его второй сын, Джон Сент-Джон, 2-й виконт Сент-Джон (ок. 1695—1749). Он также представлял в Палате общин Вуттон Бассетт. В 1751 году его сын, Фредерик Сент-Джон, 3-й виконт (1732—1787), унаследовал титулы 2-го виконта Болингброка и 2-го барона Сент-Джона после смерти своего дяди Генри Сент-Джона (1678—1751). С этих пор титулы виконта Болингброка и виконта Сент-Джона существуют совместно. Его сын, Джордж Ричард Сент-Джон, 3-й виконт Болингброк и 4-й виконт Сент-Джон (1761—1824), заседал в Палате общин от Криклейда (1782—1784).
По состоянию на 2025 год, обладателем титулов являлся его потомок, Николас Александр Моубрей Сент-Джон, 8-й виконт Болингброк и 9-й виконт Сент-Джон (род. 1974), который наследовал своему отцу в 2011 году. Он проживает в Новой Зеландии. По состоянию на 28 февраля 2014 года, он не смог успешно доказать своё право на титул баронета, который с 1974 года считается бездействующим.
Титулы барона Сент-Джона из Лидияр Трегоз в графстве Уилтшир и виконта Болингброка были созданы в системе Пэрства Великобритании в 1712 году для политика и оратора достопочтенного Генри Сент-Джона (1678—1751), старшего сына Генри Сент-Джона, 1-го виконта Сент-Джона (1652—1742). В 1751 году после смерти бездетного Генри Сент-Джона, 1-го виконта Болингброка, ему наследовал его племянник, Фредерик Сент-Джон, 2-й виконт Болингброк (1732—1787), который в 1749 году получил титул 3-го виконта Сент-Джона.

## Баронеты Сент-Джон изЛидияр-Трегоза(1611)
- 1611—1648: сэр Джон Сент-Джон, 1-й баронет (5 ноября 1585 — 1648), единственный выживший сын сэра Джона Сент-Джона (ок. 1552—1594)
- 1648—1656: сэр Джон Сент-Джон, 2-й баронет (ок. 1637 — 1656), сын Оливера Сент-Джона (1612/1613 — 1641/1642), старшего сына предыдущего
- 1656—1708: сэр Уолтер Сент-Джон, 3-й баронет (май 1622 — 3 июля 1708), шестой сын Джона Сент-Джона, 1-го баронета, дядя предыдущего
- 1708—1742: сэр Генри Сент-Джон, 4-й баронет (17 октября 1652 — 8 апреля 1742), единственный сын предыдущего, виконт Сент-Джон с 1716 года.

## Виконты Сент-Джон (1716)
- 1716—1742: Генри Сент-Джон, 1-й виконт Сент-Джон (17 октября 1652 — 8 апреля 1742), единственный сын сэра Уолтера Сент-Джона, 3-го баронета.
- 1742—1749: Джон Сент-Джон, 2-й виконт Сент-Джон (ок. 1695 — 26 ноября 1749), второй сын предыдущего от 2-го брака.
- 1749—1787: Фредерик Сент-Джон, 2-й виконт Болингброк, 3-й виконт Сент-Джон (21 декабря 1732 — 5 мая 1787), сын предыдущего.
- 1787—1824: Джордж Сент-Джон, 3-й виконт Болингброк, 4-й виконт Сент-Джон (5 марта 1761 — 11 декабря 1824), старший сын предыдущего от 1-го брака
- 1824—1851: Генри Сент-Джон, 4-й виконт Болингброк, 5-й виконт Сент-Джон (6 марта 1786 — 1 октября 1851), второй сын предыдущего от 1-го брака
- 1851—1899: Генри Сент-Джон, 5-й виконт Болингброк, 6-й виконт Сент-Джон (30 марта 1820 — 7 ноября 1899), старший сын предыдущего
- 1899—1974: Вернон Генри Сент Джон, 6-й виконт Болингброк, 7-й виконт Сент-Джон (15 марта 1896 — 1 мая 1974), третий сын предыдущего
- 1974—2010: Кеннет Оливер Масгрейв Сент-Джон, 7-й виконт Болингброк, 8-й виконт Сент-Джон (22 марта 1927 — 5 июля 2010), старший сын капитана Джеффри Роберта Сент-Джона (1889—1972) от 2-го брака, внук Генри Перси Сент-Джона (1854—1921), правнук преподобного Мориса Уильяма Фердинанда Сент-Джона (1827—1914), праправнук достопочтенного Фердинанда Сент-Джона (1804—1865), сына 3-го виконта Болингброка
- 2010—2011: Генри Фицрой Сент-Джон, 8-й виконт Болингброк, 9-й виконт Сент-Джон (18 мая 1957 — май 2011), единственный сын предыдущего от 1-го брака
- 2011 — настоящее время: Николас Александр Моубрей Сент-Джон, 9-й виконт Болингброк, 10-й виконт Сент-Джон (род. 20 июня 1974), второй сын Кеннета Оливера Масгрейва Сент-Джона, 7-го виконта Болингброка от 2-го брака, единокровный брат предыдущего
  - Наследник: Уолтер Уоррен Сент-Джон (род. 14 февраля 1921), единственный сын Уолтера Сесила Гомпеша Сент-Джона (1867—1955), внук майора Джона Генри Сент-Джона (1829—1912), правнук достопочтенного Фердинанда Сент-Джона (1804—1865), сына 3-го виконта Болингброка, четвероюродный дед[~ 1] предыдущего
    - Второй наследник: Генри Уильям Сент-Джон (род. 1952), единственный сын предыдущего
      - Третий наследник: Джерман Андрес Сент-Джон (род. 1980), единственный сын предыдущего.

## Виконты Болингброк (1712)
- 1712—1751: Генри Сент-Джон, 1-й виконт Болингброк (16 сентября 1678 — 12 декабря 1751), единственный сын Генри Сент-Джона, 1-го виконта Сент-Джона (1652—1742), от первого брака с Мэри Рич (ок. 1652—1678)
- 1751—1787: Фредерик Сент-Джон, 2-й виконт Болингброк, 3-й виконт Сент-Джон (21 декабря 1732 — 5 мая 1787), сын Джона Сент-Джона, 2-го виконта Сент-Джона (ок. 1695—1748), племянник предыдущего.

Дальнейший порядок наследования (см. выше)

## Комментарий
1. ↑  То есть, Уолтер Уоррен Сент-Джон (род. 1921) — троюродный брат капитана Джеффри Роберта Сент-Джона (1889—1972), деда Николаса Сент-Джона, нынешнего виконта Болингброка и Сент-Джона.